# Rusty Wellington
Rusty Wellington (* 10. April 1925 in Camelton, New Brunswick, als Douglas Wellington; †  7. Januar 1987) war ein kanadischer Country- und Rockabilly-Musiker.

## Leben

### Kindheit und Jugend
Rusty Wellington wurde in Kanada geboren, zog mit seinen Eltern George T. und Margaret Wellington aber 1936 in die USA nach Manchester, New Hampshire. Mit zehn Jahren hatte Wellington in Montreal bei CKAC sein Radiodebüt gemacht. Der Cowboy-Sänger Tex Ritter ermutigte den jungen Wellington bei einem Auftritt, die Musik weiterhin zu verfolgen und nahm Wellington mit auf Tournee, als er 13 Jahre alt war. Später folgten auch Tourneen mit Hank Williams und Hank Snow sowie eine Radioshow auf einem lokalen Sender in Manchester.

### Karriere
Nachdem Wellington zwischen 1943 und 1946 im Zweiten Weltkrieg gekämpft hatte, versuchte er sich im Musikgeschäft. Er war nun in und um Philadelphia aktiv, wo er mit anderen lokalen Musikern wie Jesse Rogers, den Down Homers oder dem damals noch unbekannten Bill Haley spielte. Mit den Down Homers trat Wellington auch als Sänger auf.
Anfang der 1950er-Jahre bekam Wellington einen Plattenvertrag bei Arcade Records, einem Label aus Philadelphia das Jack Howard und teilweise auch Bill Haley gehörte. Seine erste Single erschien dort 1953 mit Doggone It Baby, I’m in Love / Every Precious Memory; die A-Seite war ein Cover eines Carl-Smith-Hits. Es folgten weitere Singles bei Arcade und einige dieser Platten wurden auch von MGM Records national übernommen, trotzdem erwies sich keine Single als großer Hit.
Ab 1955 begann Wellington, in sein Repertoire auch Rockabilly aufzunehmen, der gerade durch Künstler der Sun Records vor allem in den Südstaaten der USA popularisiert wurde. Trotzdem konnte man klar erkennen, das Wellington weiterhin von Country-Musikern wie Hank Williams beeinflusst war. 1955 entstand während einer Session ein erster Rockabilly-Song, Jump Jump Honey, der noch im selben Jahr veröffentlicht wurde. 1957 folgte eine zweite Session mit Rockabilly, bei der unter anderem Coverversionen von Rudy Grayzells Ducktail und Warren Smiths Rock’n’Roll Ruby eingespielt wurden, die aber in Arcades Archiven verschwanden. Rocking Chair on the Moon, später ein Hit für Bill Haley, wurde im November 1957 bei MGM veröffentlicht.

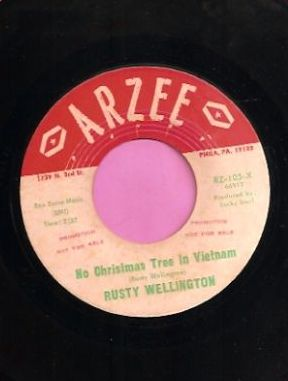
No Christmas Tree in Vietnam

Trotz des Fehlens eines Hits trat Wellington weiterhin in ganz New England auf und trat in den 1960er-Jahren für einige Zeit Bill Haleys Begleitband, den Comets, bei. Danach kehrte er nach Neuengland zurück und hatte in der folge zwei Top-Ten-Hits in den Country-Charts. Er schrieb einige Songs für Bill Haley, war Mitglied in der Band Duke and the Swingbillies und hatte einen Gastauftritt in Ernest Tubbs Midnight Jamboree.
Die 1970er-Jahre verbrachte Wellington vor allem mit Fernsehauftritte. Er hatte seine eigene TV-Show, war in Arthur Godfreys Talentshow zu sehen und hatte einen Auftritt in Perry Comos Show und trat regelmäßig in der CBS-Show Action in the Afternoon auf.
Nachdem Wellingtons Tochter nur knapp dem Tod entkommen war und die Swingbillies auseinanderbrachen, widmete Wellington sich der Religion. Er war zeitweise sogar Pastor und hatte eine Gospel-Show auf Channel 18. Seine Gospel-Musik spielte außerdem in Kirchen in ganz Neu-England.
Rusty Wellington starb 1986 nach einigen Jahren mit Herzproblemen. Er wurde im selben Jahr für den Maine Country Music Hall of Fame Award nominiert und wurde 1989 mit der Aufnahme in die Maine CMA Hall of Fame geehrt. 2005 wurde er außerdem in Maine’s Hillbilly Heaven aufgenommen.

## Diskografie
| 1953                    | Doggone It Baby, I’m in Love / Every Precious Memory             | Arcade 45-AR-116 |
| 1954                    | I Want a Little Lovin’ / Slowly But Surely                       | Arcade 45-AR-124 |
| 1955                    | Blue Ranger / I Ain’t a Tater (mit Ginger Wellington)            | Arcade 45-AR-137 |
| 1955                    | Blues from Tennessee / Jump Jump Honey                           | Arcade 45-AR-140 |
| 1957                    | The Convict and the Rose / I Ain’t - Movin’ on No More           | Arcade 45-AR-144 |
| 1957                    | Rocking Chair on the Moon / I Lost My Someone to Someone Else    | MGM K12581       |
| 1965                    | The Allegash / I’ve Been Away From You So Long                   | Arcade 45-AR-184 |
| 1966                    | Soft Shoulders / The Old Man                                     | Arcade 45-AR-185 |
|                         | Echo / Free from the Blues                                       | Arcade 45-AR-189 |
| 1967                    | Lonely Lips / Isle of Wild Roses                                 | Arcade 45-AR-191 |
|                         | Bright Lights of a City / Wings of a Dove                        | Arcade 45-AR-203 |
|                         | No Christmas Tree in Vietnam / ?                                 | Arzee RZ-103     |
|                         | I Just Don’t Care / Poor Little Me                               | Arzee RZ-107     |
| Unveröffentlichte Titel |                                                                  |                  |
| 1957                    | - Ducktail - Rock’n’Roll Ruby - Rockin’ the Blues - Sixteen Cats |                  |

### Alben
- 1970: Yes, It’s Me Again (Arzee)